# Državni registar vode Rusije
Državni vodni registar (rus. Государственный водный реестр) je sistematizovana zbirka dokumentovanih informacija o vodnim telima u vlasništvu Ruske Federacije, subjekata Ruske Federacije, opština, fizičkih i pravnih lica i pojedinačnih preduzetnika, o njihovom korišćenju i o rečnim slivovima i slivnim distriktima.
Registar je formiran rezolucijom (pravnim aktom) Vlade Ruske Federacije broj 253 od 28. aprila 2007. godine, koju je potpisao premijer Rusije Mihail Fradkov. Podaci sadržani u registru su javno dostupni, osim ako su poverljivi.
Registar ima tri dela:
- Vodna tela i vodni resursi, koji sadrže informacije o rečnim slivovima, njihovim vododelnim distriktima i drugim vodenim telima koja se nalaze u slivovima;
- Upotreba vode;
- Infrastruktura na vodnim tijelima koja sadrži informacije o sistemima korišćenja vode i hidrotehnici i drugim objektima koji se nalaze na vodnim telima.

## Spoljašnje veze
- Поиск по Государственному водному реестру (Search of the State Water Register, verum.wiki)
- Поиск по Государственному водному реестру (Search of the State Water Register, textual.ru)
- gosuslugi.ru: Регистрация в государственном водном реестре и предоставление сведений из него
- Водный кодекс Российской Федерации: Статья 31. Государственный водный реестр
- Постановление Правительства РФ от 28.04.2007 N 253 (ред. от 15.02.2011) «О порядке ведения государственного водного реестра»[мртва веза]
- В Росводресурсах внедрена АИС «Государственный водный реестр» на базе решений SAP Архивирано на веб-сајту  (18. фебруар 2023)
- Федеральное агентство водных ресурсов: Перечень водных объектов зарегистрированных в государственном водном реестре